# Георги Думков
Георги Димитров Думков е български революционер, деец на Вътрешната македоно-одринска революционна организация.

## Биография
Георги Думков е роден в 1871 година в сярското село Горно Броди, тогава в Османската империя. Думков е един от водачите на българската църковно-училищна борба и се сблъсква с мюдюра гъркоманин хаджи Димитър. В 1893 – 1903 година е в Цариград, където е член на Цариградския революционен комитет на ВМОРО. Участва в революционна тройка заедно с Христо Шалдев и Владимир Робев. В 1903 година се прибира в Горно Броди, но вследствие на Солунските атентати и битката при Баница е арестуван с целия бродски революционен комитет. Осъден е на 3 години затвор и лежи в Еди куле в Солун, но през април 1904 година е освободен с общата амнистия. Жена му Василка, която е учителка, неофициално възобновява действието на затвореното българско училище в къщата им. В 1907 година е отново арестуван при аферата, причинена от ренегата Георги Китипов.
На 1 март 1943 година, като жител на село Гулянци, Никополско, подава молба за българска народна пенсия, която е одобрена и отпусната от Министерския съвет на Царство България.